# Moloso (perro)

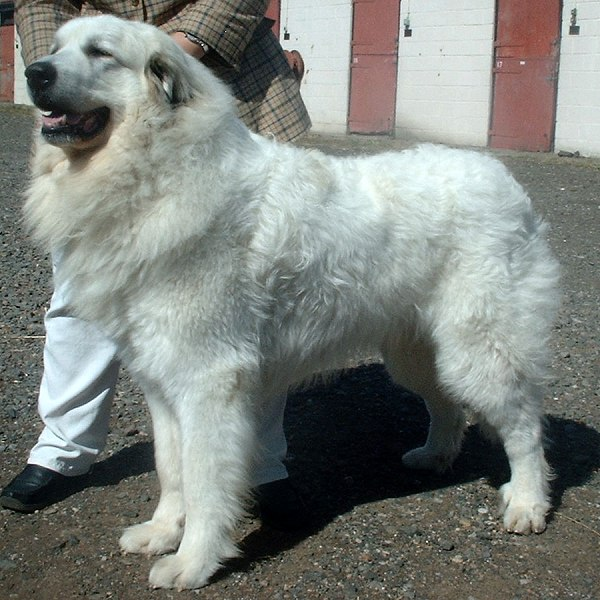
El perro de montaña de los Pirineos es una de las razas más grandes

Los molosos son un grupo de perros caracterizados por tener una constitución musculosa, fuertes mandíbulas, gran cabeza y hocico corto, lo que les hace ser excelentes guardianes y defensores.
Su nombre procede de Molosia, en la antigua región de Epiro (Grecia), cuyos grandes perros eran conocidos por cuidar el ganado y combatir en las guerras. Por ello, los perros que cuentan con esas características se denominan molosos o molosoides en el campo de la cinología. Es frecuente el uso de los términos mastín y dogo como sinónimos de moloso porque son las dos subdivisiones de esta categoría.

## Historia
Existen relieves pertenecientes al arte asirio que muestran perros similares a los actuales molosos, lo cual los sitúa desde la Antigüedad en el Próximo Oriente. Por ello algunas teorías defienden que su origen estaría allí y que los fenicios fueron quienes los introdujeron en Europa. También se dice que fue Alejandro Magno quien los llevó consigo a Grecia tras la conquista de Persia. En algunos lugares estos perros reciben el nombre de alanos, porque se atribuye su origen a la invasión del pueblo alano, lo que reforzaría la teoría del origen persa.
Lo cierto es que en Molosia fueron muy apreciados, y alcanzaron gran fama fuera de sus fronteras. Con la expansión del Imperio romano estos perros se distribuyeron por todos sus territorios, se usaron en el anfiteatro y en el campo de batalla.
Por medio de Marco Polo se sabe de la existencia en el Tíbet de un tipo de perro grande del que dijo que era «alto como un burro y potente como un león». Estos canes se pueden identificar con el actual dogo del Tíbet.

## Razas de molosos
La Federación Cinológica Internacional o FCI reúne a las distintas razas caninas de tipo moloso o molosoide en el Grupo II, Sección 2. Esta sección está subdividida en:
- 2.1.- Molosos de tipo dogo
- 2.2.- Molosos de tipo montaña.[3]

Existen tres razas con características físicas y de carácter que, si bien se corresponden con perros de tipo molosoide, por su pequeño tamaño han sido incluidas en Grupo IX, Sección 11.- Molosos de talla pequeña.